# Man vs. Machine
Man vs. Machine je studijski album repera Xzibita. Objavljen je 1. listopada 2002. godine. Gosti na albumu su Dr. Dre, Snoop Dogg, Eminem, M.O.P i Nate Dogg. Album se na Billboardu našao na 3. poziciji, a u prvom tjednu album je prodan u 156.000 primjeraka. [nedostaje izvor]